# Červenec 2013
1. července – pondělí
 Chorvatsko vstoupilo do Evropské unie.
2. července – úterý
 Ústavní soud vyhověl stížnosti poslanců ČSSD a zrušil nadstandardy a některé další části reformy zdravotnictví.
3. července – středa
 Egyptská armáda zbavila moci prezidenta Muhammada Mursího. Stalo se tak po masových protivládních demonstracích v uplynulých dnech. Šéf armády oznámil pozastavení platnosti ústavy a vytvoření přechodné úřednické vlády. Dočasným prezidentem se má stát předseda ústavního soudu.
4. července – čtvrtek
  Do Prahy přijel Josip kardinál Bozanić, papežský legát pro oslavy 1150. výročí příchodu sv. Cyrila a Metoděje na Velkou Moravu.
5. července – pátek
 Byla publikována první encyklika papeže Františka s názvem Lumen fidei (Světlo víry).
 Oslavy 1150. výročí příchodu sv. Cyrila a Metoděje na Velkou Moravu vyvrcholily na Velehradě poutní mší za účasti 60 000 poutníků, kterou sloužil papežský legát Josip kardinál Bozanić.
 Vatikán uznal druhý zázrak připisovaný zesnulému papeži Janu Pavlu II., díky čemuž byly splněny podmínky pro jeho svatořečení. Svatořečen bude taktéž papež Jan XXIII.
7. července – neděle
 Po 77 letech vyhrál mužskou dvouhru ve Wimbledonu britský hráč, když ve finále Andy Murray zdolal světovou jedničku Novaka Djokoviće 3:0 na sety. Stal se také prvním skotským vítězem od Mahonyho titulu v roce 1896.
8. července – pondělí
 Státní zástupce Ivo Ištvan požádal Poslaneckou sněmovnu Parlamentu České republiky o vydání premiéra v demisi Petra Nečase k trestnímu stíhání.
10. července – středa
 Prezident republiky Miloš Zeman jmenoval vládu Jiřího Rusnoka.
11. července – čtvrtek
 Po sobotní tragické nehodě nákladního vlaku v kanadském městečku Lac-Mégantic bylo doposud nalezeno 20 těl obětí a celková bilance mrtvých tak vzrostla na 50. Nákladnímu vlaku s cisternami s ropou se v sobotu ráno uvolnily brzdy, když stál odstavený bez strojvedoucího, a nejméně 5 cisteren po havárii explodovalo uprostřed města.
12. července – pátek
 Bývalý technik amerických bezpečnostních služeb Edward Snowden, který zveřejnil informace o tajném americkém programu na sledování mobilní a internetové komunikace PRISM, se na moskevském letišti Šeremeťjevo setkal se zástupci organizací na ochranu lidských práv a skrze právníky požádal o politický azyl v Rusku.
13. července – sobota
 Po již třech týdnech násilných střetů a demonstrací v Českých Budějovicích se na protestu nazvaném Proti policejní brutalitě na sídlišti Máj sešlo zhruba 300 lidí. Policisté poté zadrželi 60 osob, které neuposlechly výzvy k rozchodu.
15. července – pondělí
 Vedení Českých aerolinií (ČSA) vypovědělo kolektivní smlouvu s odbory, kterou přitom se zástupci šesti odborových organizací firmy podepsalo teprve zhruba před půl rokem, a to na dobu dvou let. Došlo k tomu po kapitálovém vstupu jihokorejského dopravce Korean Air, který získal 44 procent akcií ČSA.
16. července – úterý
 Řecko a především hlavní město Atény ochromila už čtvrtá generální stávka v tomto roce. Lidé protestují proti propouštění zaměstnanců státních a polostátních podniků v situaci, kdy v zemi je již 27 % nezaměstnanost.
17. července – středa
 Poslanecká sněmovna Parlamentu České republiky podle očekávání na své mimořádné schůzi nerozhodla o svém rozpuštění a schůze byla ukončena. Pro hlasovalo 96 zákonodárců, proti 92.
18. července – čtvrtek
 Město Detroit vyhlásilo bankrot a požádalo o ochranu před věřiteli. Dluh města se přitom odhaduje na 18,5 miliardy dolarů.
19. července – pátek
 Krajský soud v Ostravě vyhověl stížnosti blízké spolupracovnice expremiéra Petra Nečase Jany Nagyové proti vzetí do vazby a propustil ji na svobodu. V průběhu dne byli propuštěni i všichni zbývající zadržení v dotyčné kauze.
 Nejvyšší soud České republiky v průběhu týdne rozhodl o nezákonnosti stíhání bývalých poslanců Parlamentu Marka Šnajdra, Petra Tluchoře a Ivana Fuksy, kteří byli následně propuštěni z vazby.
20. července – sobota
 Ve věku 92 let zemřela americká novinářka Helen Thomas, mapující více než 50 let události Bílého domu.
21. července – neděle
 Po abdikaci Alberta II. se novým belgickým králem stal jeho syn Philippe.
  Jubilejní 100. ročník Tour de France vyhrál druhý Brit v řadě Chris Froome. Páté místo Romana Kreuzigera je nejlepším umístěním českého cyklisty ve stoleté historii nejslavnějšího závodu světa.
22. července – pondělí
  První zahraniční cesta papeže Františka vede do Brazílie, kde se zúčastní Světových dnů mládeže.
 Ačkoliv jde pouze o menší závod, na mezinárodním koulařském mítinku Grand Prix v Ústí nad Labem bylo zaznamenáno 7 hodů nad 20 metrů, což tento závod řadí mezi vůbec nejlepší letošní koulařské podniky na světě.
 Catherine, vévodkyně z Cambridge, porodila syna George. Ten je od okamžiku narození třetí v linii následnictví britského trůnu po svém dědečkovi princi Charlesovi a otci princi Williamovi.
24. července – středa
 Při vlakové nehodě u španělského města Santiago de Compostela zahynulo 78 lidí, další osoba později v nemocnici. Vykolejilo všech 13 vagónů vysokorychlostní soupravy jedoucí z Madridu do Ferrolu, některé vozy se převrátily a začaly hořet. Příčinou nehody byla zřejmě příliš vysoká rychlost.
 Vrchními rabíny státu Izrael byli zvoleni aškenázský rabín David Lau, syn bývalého vrchního rabína Jisra'ela Me'ira Laua, a sefardský rabín Jicchak Josef, syn bývalého vrchního rabína Ovadji Josefa. Výsledek je v Izraeli považován za úspěch charedi proudu ortodoxního judaismu.
25. července – čtvrtek
 Ozbrojený konflikt v Sýrii si od svého začátku vyžádal už víc než 100 tisíc mrtvých, uvedl generální tajemník OSN Pan Ki-mun na konferenci v sídle Spojených národů v New Yorku.
26. července – pátek
 Ve věku 74 let zemřel americký zpěvák, skladatel a hudebník JJ Cale, jeden ze stylově nejvšestrannějších hudebníků své doby. Proslul zejména spoluprací s legendárním kytaristou a zpěvákem Erikem Claptonem, s nímž společně nahrál album The Road to Escondido.
27. července – sobota
 Egyptské bezpečnostní jednotky při ranním útoku na účastníky manifestace Muslimského bratrstva v Káhiře zabily desítky osob a zraněných jsou zřejmě tisíce. Demonstrující již přibližně měsíc pokojně protestují proti zásahu armády vůči prezidentovi Muhammadu Mursímu, který byl zbaven úřadu a zatčen armádními složkami pro podezření ze spolupráce s palestinským Hamásem.
28. července – neděle
 Nehoda autobusu v jižní Itálii si vyžádala nejméně 36 obětí.
30. července – úterý
 V Pákistánu byl zvolen novým prezidentem kandidát vládnoucí strany Pákistánské muslimské ligy Mamnún Husajn. Funkce se ujme 9. září.[nedostupný zdroj]
31. července – středa
 Francouzské letovisko Cannes se stalo během 3 dnů dějištěm 2 velkých ozbrojených loupeží. Po doposud nevyřešené nedělní loupeži šperků v rekordní hodnotě 103 miliónů eur (2,7 miliardy Kč) došlo k ozbrojenému přepadení luxusního hodinářství Kronometry na hlavní třídě Croisette, z nějž si lupiči odnesli desítky vzácných, velmi cenných hodinek.